# Жан I де Монфор
Жан I де Монфор (фр. Jean I de Montfort; 1228—1249, Кипр) — граф де Монфор с 1241 года, сын Амори VI де Монфора и Беатрисы Вьеннской.

## Биография
Жан стал единственным наследником отца после его смерти (1241 год). В 1248 году он принял крест и отправился в Святую землю в составе крестоносной армии, возглавленной королём Людовиком IX. Однако уже во время зимовки на Кипре в начале следующего года Монфор умер в возрасте всего 21 года. Его тело было привезено во Францию и похоронено в родовой усыпальнице Монфоров.
Монфор был женат на Жанне де Шатодён, дочери Жоффруа VI, виконта Шатодёна, и Жанны де Шато-дю-Луар (вдова позже вышла замуж во второй раз — за Жана Акрского из рода Бриеннов). В этом браке родилась одна дочь:
- Беатрис де Монфор (умерла в 1311 году). В 1260 году она стала женой Робера IV, графа Дрё. В результате этого брака титул графа де Монфор перешёл к Бретонскому дому[3].